# Alrik Björklund
Alrik Björklund, född 21 november 1888 i Stockholm, död där 21 juli 1976, var en svensk ingenjör.
Efter examen vid Tekniska högskolan 1910 anställdes Björklund vid olika varv och verkstäder i Sverige och utomlands 1910–1923 innan han 1923–1925 blev VD för Bergsunds Mekaniska Verkstad. 1925–1931 var han disponent för AB Lindholmen-Motala och utövade därefter konsulterande verksamhet 1931–1935. Björklund var 1932–1934 tillförordnad professor i maskinlära vid Chalmers tekniska institut 1932–1934 och från 1935 Sveriges maskinindustriförening och ledamot av Sveriges standardiseringskommission.